# Gruta de Sơn Đoòng

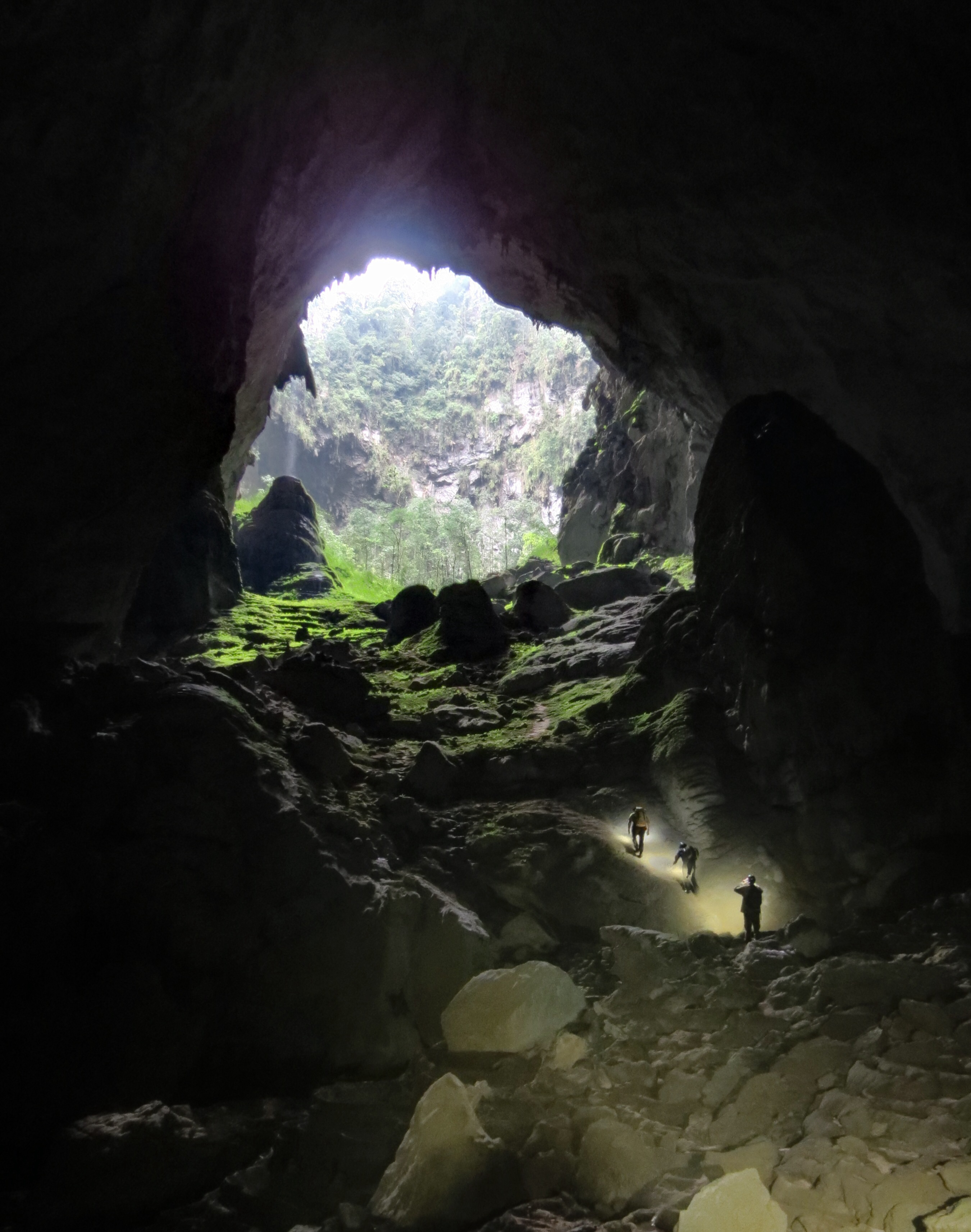
Otra vista de la Gruta de Son Doong

La Gruta de Sơn Đoòng es una cueva situada en el parque nacional Phong Nha-Kẻ Bàng, en la provincia de Quang Binh (Vietnam). Es la cueva conocida más grande del mundo. Mide más de 6,5 km de longitud, llega a los 200 m de altura y a los 150 m de ancho. En su interior hay un río subterráneo. Contiene las estalagmitas más altas conocidas del mundo, de hasta 70 metros de alto.

## Descubrimiento
En abril de 2009, se hizo pública la existencia de una larga caverna de 6,5 km, con una anchura preliminar de 150 m, en el Parque nacional Phong Nha-Kẻ Bàng.
La Gruta de Sơn Đoòng, en Vietnam, fue encontrada en febrero de 2009 cuando un grupo de científicos británicos de la Asociación Británica de Investigación de Cuevas, dirigida por el matrimonio compuesto por Howard y Deb Limbert, realizaba una expedición en Phong Nha-Ke Bang del 10 al 14 de abril de 2009. Un pastor de la localidad había descubierto la caverna en 1991, pero no podía recordar la manera de llegar a ella. Entre finales de marzo y el 14 de abril de 2009, ayudó a los exploradores a cruzar el paso del bosque de 10 kilómetros para acceder a la boca de la caverna.
Había sido utilizada antes como refugio de los bombardeos durante la Guerra de Vietnam. En su primera expedición en 2009, el matrimonio Limbert se topó con una enorme pared de caliza que les impidió continuar su camino. Un hacendado local, que conocía la entrada, condujo a los equipos británicos y alemanes hasta ella. Según los espeleólogos, la cueva es difícil de encontrar, por estar completamente cubierta de vegetación y musgo.
National Geographic envió luego un equipo para cartografiar la cueva en 2010 y el fotógrafo Carsten Peter logró magníficas imágenes que salieron a la luz en enero de 2011.

## Dimensiones
Este lugar, que forma parte de las 20 nuevas cavidades identificadas por el grupo de exploradores británicos, fue declarada como la más grande del mundo. En total, son 150 cuevas en el Parque nacional Phong Nha-Ke Bang, a unos 500 kilómetros de la capital vietnamita de Hanói.
En principio, los espeleólogos británicos aseguraron que la cueva tenía sólo 150 metros de largo y 91 de ancho, pero las nuevas expediciones muestran que el espacio tiene al menos 4,5 kilómetros y llega a los 140 metros de altura en algunas partes. Durante las expediciones, los equipos encontraron estalagmitas de más de 70 metros de altura. La sala más grande de Sơn Đoòng es de más de cinco kilómetros de longitud, 200 metros de alto y 150 metros de ancho.
Con estas dimensiones enormes, Sơn Đoòng supera a la caverna Deer del parque nacional del Gunung Mulu, en Malasia, tomando así el título la caverna más grande del mundo. Puesto que el río subterráneo que fluye en la caverna desalentó a los exploradores de ir más lejos, pudieron solamente considerar la longitud de la caverna utilizando la luz de las linternas. Se efectuarán aún más exploraciones en un futuro próximo. Debido a la dificultad de la travesía en la caverna así como a las condiciones peligrosas en la cueva, la caverna se abrirá solamente a científicos en un futuro próximo.

## Acceso turístico
A principios de agosto de 2013, el primer grupo de turistas exploró la cueva en una visita guiada a un coste de 3.000 dólares cada uno. Se requieren permisos para acceder a la cueva y están disponibles de forma limitada, de enero a agosto. Después de este mes, la temporada de lluvias hace que aumente el nivel de los ríos, lo que hace que la cueva sea prácticamente inaccesible. A partir de 2017, solo la empresa Oxalis Adventure Tours tiene permiso para ingresar a la cueva con fines turísticos.

## Galería

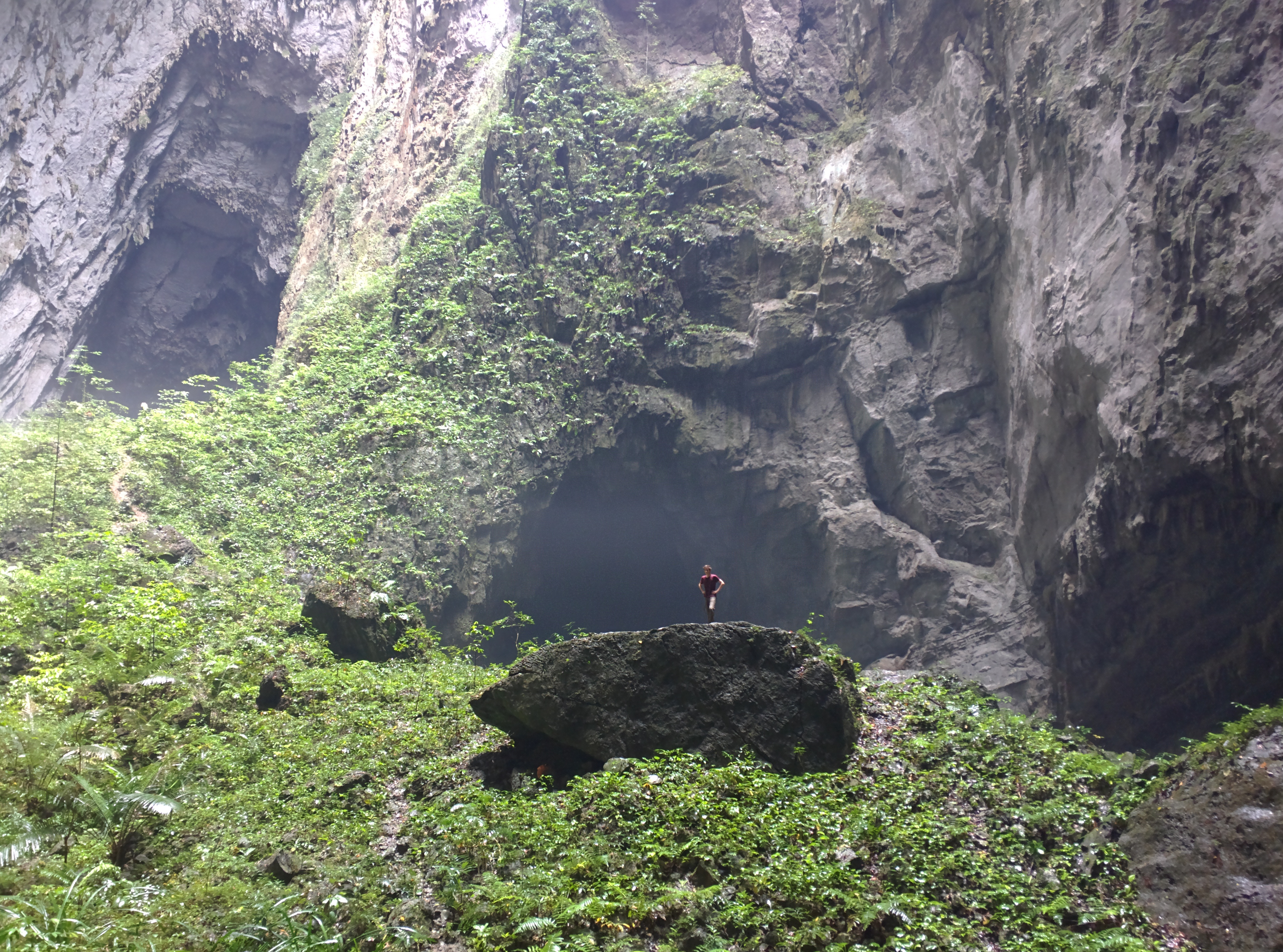
Dolina de la cueva de Sơn Đoòng.
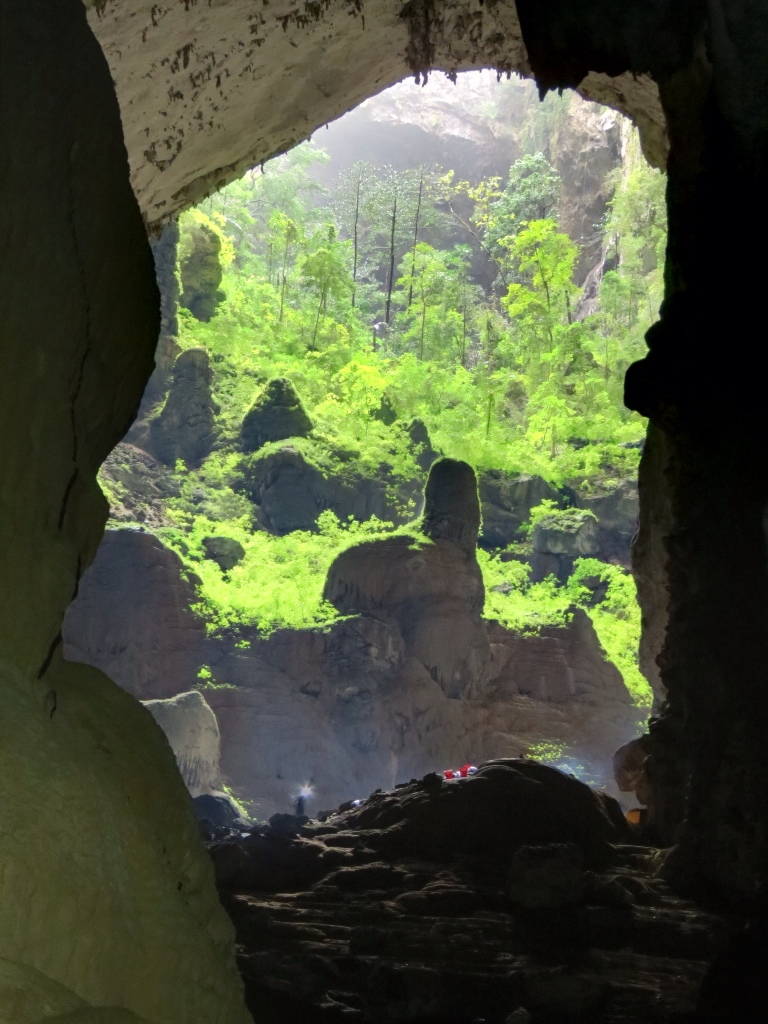
Otra vista de la dolina que muestra la selva en su interior.
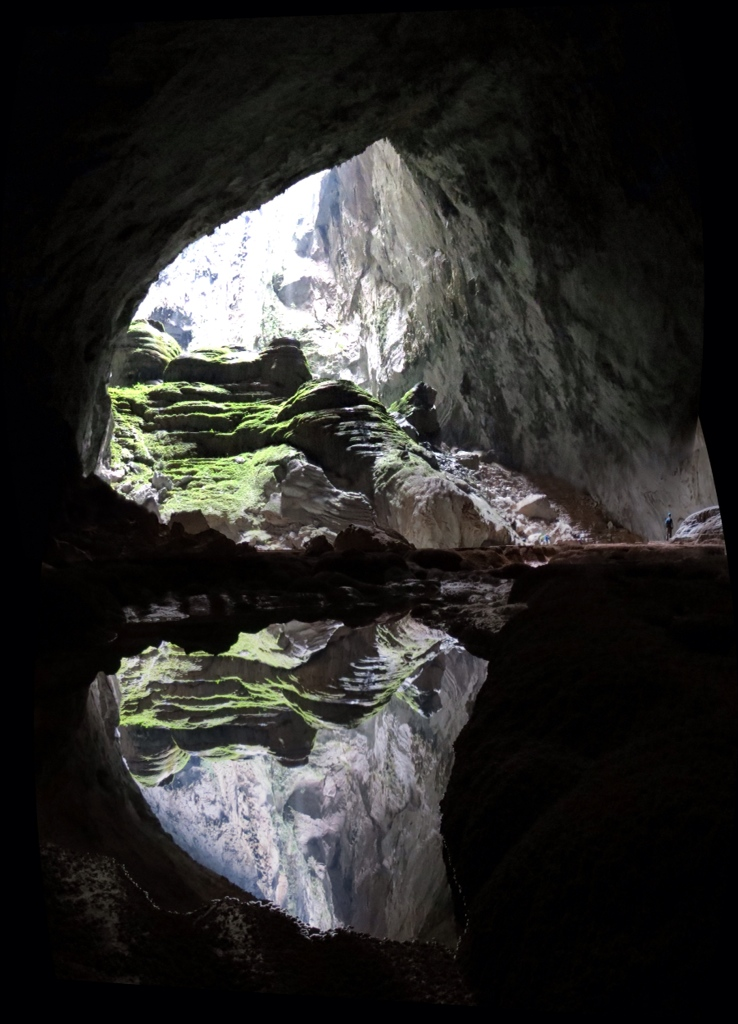
Piscina reflectante en el interior de la gruta.
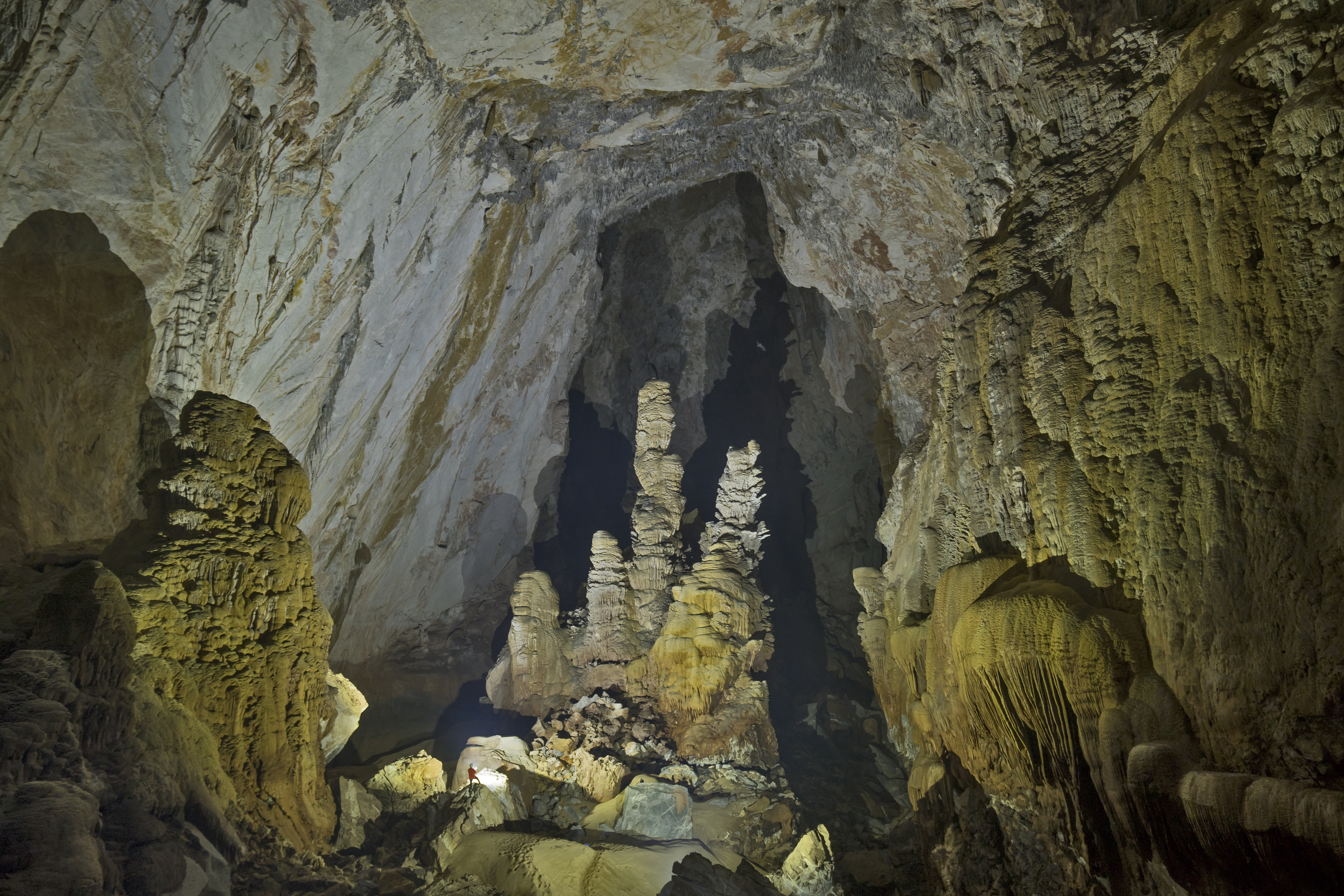
Grandes estalagmitas en el pasaje de Hang Sơn Đoòng. La más alta tiene 70 metros de altura.
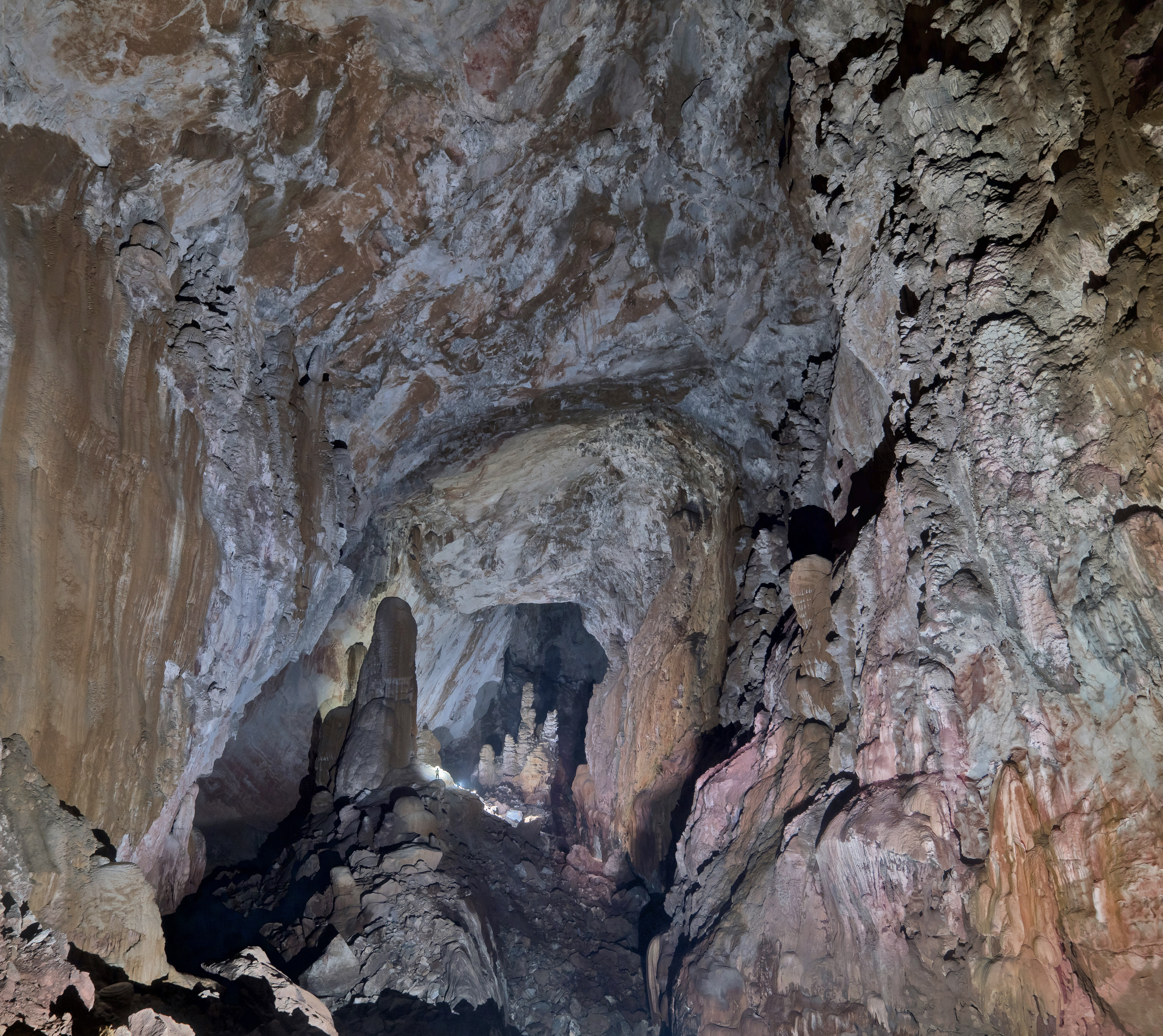
Grandes estalagmitas de la cueva.
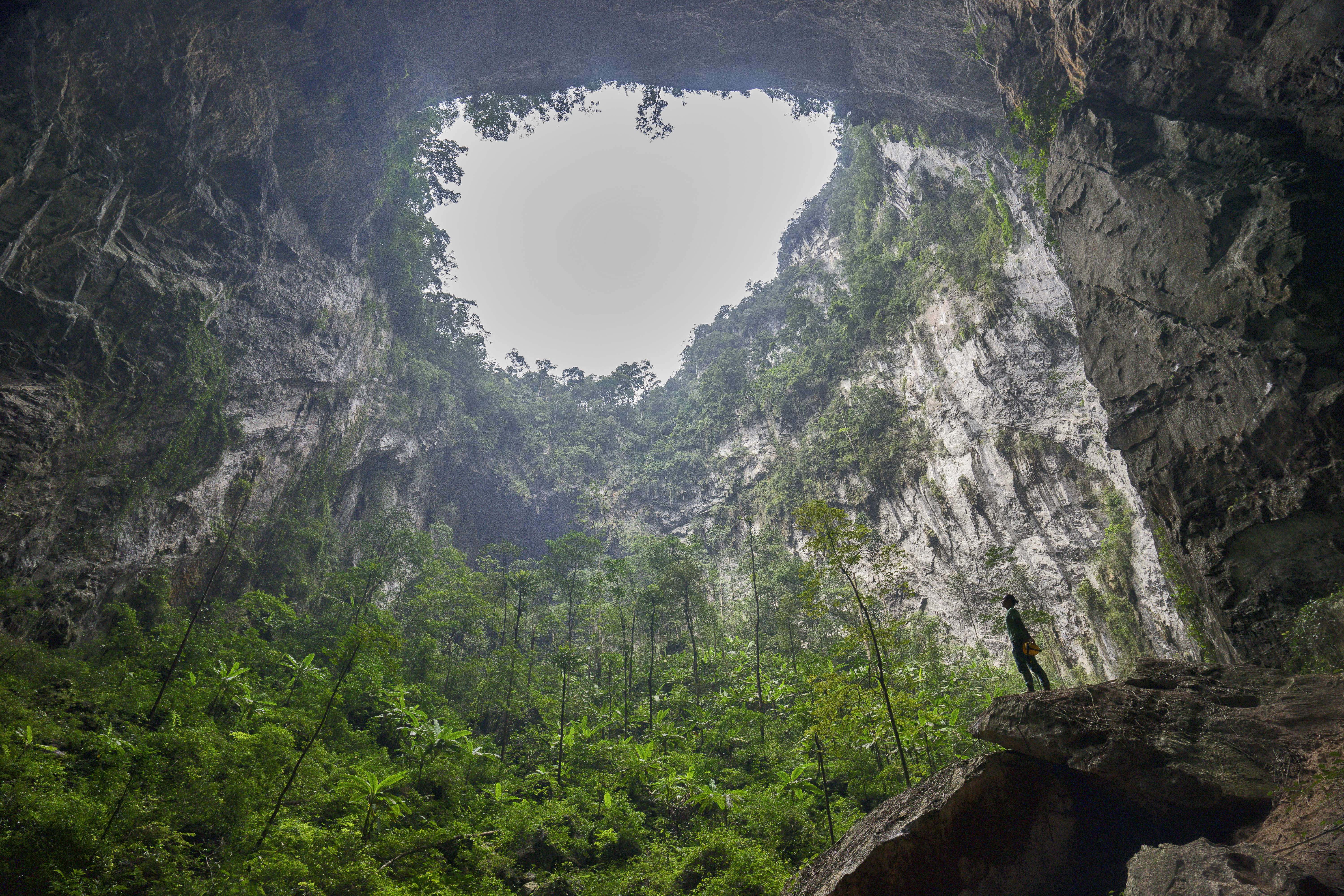
La segunda dolina de Sơn Đoòng es tan grande que los árboles pueden crecer dentro de ella.